# Melanargia anulata
Melanargia anulata är en fjärilsart som beskrevs av Ruggero Verity 1953. Melanargia anulata ingår i släktet Melanargia och familjen praktfjärilar. Inga underarter finns listade i Catalogue of Life.